# Техама
Техама (на английски: Tehama) е окръг в Калифорния. Окръжният му център е град Ред Блъф. Окръг Тихейма се намира в Централната калифорнийска долина.

## География
Техама е с обща площ от 7672 кв.км. (2962 кв.мили).

## Население
Техама е с население от 56 039 души. (2000)

## Градове
- Корнинг
- Ред Блъф
- Техама

## Други население места
- Лос Молинос
- Минеръл